# Raymond Huntley
Pour les articles homonymes, voir Huntley.
Raymond Huntley (né le 23 avril 1904 à Birmingham - mort le 19 octobre 1990 à Westminster, Londres) est un acteur britannique, actif des années 1930 aux années 1970.

## Biographie
Raymond Huntley joue le rôle de Sir Geoffrey Dillon dans la première série (1971-1975) du feuilleton télévisé britannique Maîtres et Valets.

## Filmographie
- 1934 : What Happened Then?
- 1935 : Can You Hear Me, Mother?
- 1936 : Mozart
- 1937 : Rembrandt
- 1937 : London Melody
- 1937 : Dîner au Ritz
- 1937 : Knight Without Armour
- 1939 : The Lion Has Wings
- 1940 : Bulldog Sees It Through
- 1940 : Train de nuit pour Munich
- 1941 : Radio libre (Freedom Radio)
- 1941 : Inspector Hornleigh Goes To It
- 1941 : The Ghost of St. Michael's
- 1941 : Pimpernel Smith
- 1941 : The Ghost Train
- 1941 : Once a Crook
- 1942 : The Day Will Dawn
- 1943 : The New Lot
- 1943 : When We Are Married
- 1944 : The Way Ahead
- 1944 : They Came to a City
- 1946 : School for Secrets
- 1946 : L'Étrange Aventurière
- 1948 : So Evil My Love
- 1948 : Mr. Perrin and Mr. Traill
- 1948 : Broken Journey
- 1948 : It's Hard to Be Good (en)
- 1949 : Passeport pour Pimlico
- 1950 : Trio
- 1951 : The Long Dark Hall
- 1951 : I'll Never Forget You
- 1951 : The House in the Square
- 1952 : Mr. Denning Drives North
- 1952 : The Last Page
- 1953 : Meet Mr. Lucifer
- 1953 : Laxdale Hall
- 1953 : Glad Tidings
- 1954 : Hobson's Choice
- 1954 : The Teckman Mystery
- 1954 : Orders Are Orders
- 1954 : Aunt Clara
- 1955 : L'Emprisonné (The Prisoner)
- 1955 : Un mari presque fidèle (The Constant Husband)
- 1955 : Rendez-vous à Rio
- 1955 : Les Briseurs de barrages
- 1955 : Geordie
- 1956 : The Last Man to Hang?
- 1956 : Une bombe pas comme les autres
- 1957 : Ce sacré confrère
- 1957 : Traqué par Scotland Yard (Town on Trial)
- 1958 : Next to No Time
- 1959 : Les Chemins de la haute ville
- 1959 : Carlton-Browne of the F.O.
- 1959 : Innocent Meeting
- 1959 : Notre agent à La Havane
- 1959 : Après moi le déluge
- 1959 : La Malédiction des pharaons
- 1960 : Bottoms Up
- 1960 : Breathless
- 1960 : Sands of the Desert
- 1960 : Follow That Horse!
- 1960 : Make Mine Mink
- 1960 : A French Mistress
- 1960 : Suspect
- 1960 : The Pure Hell of St. Trinian's
- 1962 : Only Two Can Play
- 1962 : Waltz of the Toreadors
- 1962 : Crooks Anonymous
- 1962 : Le Limier de Scotland Yard (On the Beat)
- 1963 : Nurse on Wheels
- 1963 : The Yellow Teddy Bears
- 1963 : Father Came Too!
- 1964 : Le Spectre maudit
- 1965 : Rotten to the Core
- 1966 : The Great St Trinian's Train Robbery
- 1968 : Hostile Witness
- 1968 : Hot Millions
- 1969 : The Adding Machine
- 1969 : Arthur! Arthur!
- 1972 : That's Your Funeral
- 1972 : Les Griffes du lion
- 1974 : Les Symptômes